# Batarà rogenc meridional
El batarà rogenc meridional (Thamnistes anabatinus) és una espècie d'au passeriforme de la família Thamnophilidae. Era l'únic membre del gènere Thamnistes fins a la recent separació de Thamnistes rufescens l'any 2018. Es distribueix àmpliament des del sud-est de Mèxic, per Amèrica Central i del Amèrica del Sud, fins al nord del Perú.

## Distribució i hàbitat
Es distribueix des del sud-est de Mèxic, per Belize, Guatemala, Hondures, Nicaragua, Costa Rica, Colòmbia, cap a l'est fins a l'extrem nord-oest de Veneçuela, i cap al sud per Equador, fins al nord del Perú.
És un formiguer arborícola, que habita a les selves humides de peu de mont i muntanyes baixes fins als 1700 m d'altitud. Prefereix el dosser arbori, els dossers de la selva i els creixements secundaris alts.

## Descripció
Mesura entre 13 i 14 cm de longitud i pesa entre 19 i 23,6 g. El bec és robust. Les aus de Perú i Bolívia (grup aequatorialis) són marrons per sobre, més grises en la corona, amb les ales i cua rosses. La línia supraciliar, de la cara inferior i parts inferiors, són ocres bastant brillants amb el ventre més apagat. Les aus del nord (grup anabatinus) són més petites i amb la cua més curta; la corona és més rossa, el dors més oliva, la línia supraciliar més pàl·lida i groguenca i és més olivàcia per sota. La femella és similar, l'única diferència és que el mascle exhibeix una taca dorsal semi-oculta de color groc-ataronjat.

## Comportament
El batarà rogenc meridional viu solitari o en parella, farratjant per sobre de qualsevol altre formiguer, gairebé sempre que s'acompanya és en estol mixt per alimentació; inspecciona branques i embullats de plantes enfiladisses, buscant entre les fulles i de vegades també investigant munts de fulles mortes i de molses. És un farratger enèrgic i moltes vegades s'ha vist grimpant els arbres per mitjà d'una sèrie de salts curts abans de volar cap a un altre arbre per recomençar el procés.

### Alimentació
La seva dieta consisteix en escarabats, grills, cigales i altres insectes.

### Vocalització
El seu cant, poc freqüent, és bastant sonor i penetrant, per exemple «tiiu, tsiu!-tsiu!-tsiu!-tsiu!». El crit és molt més fi i sibilant, «wii-tsip».

## Sistemàtica

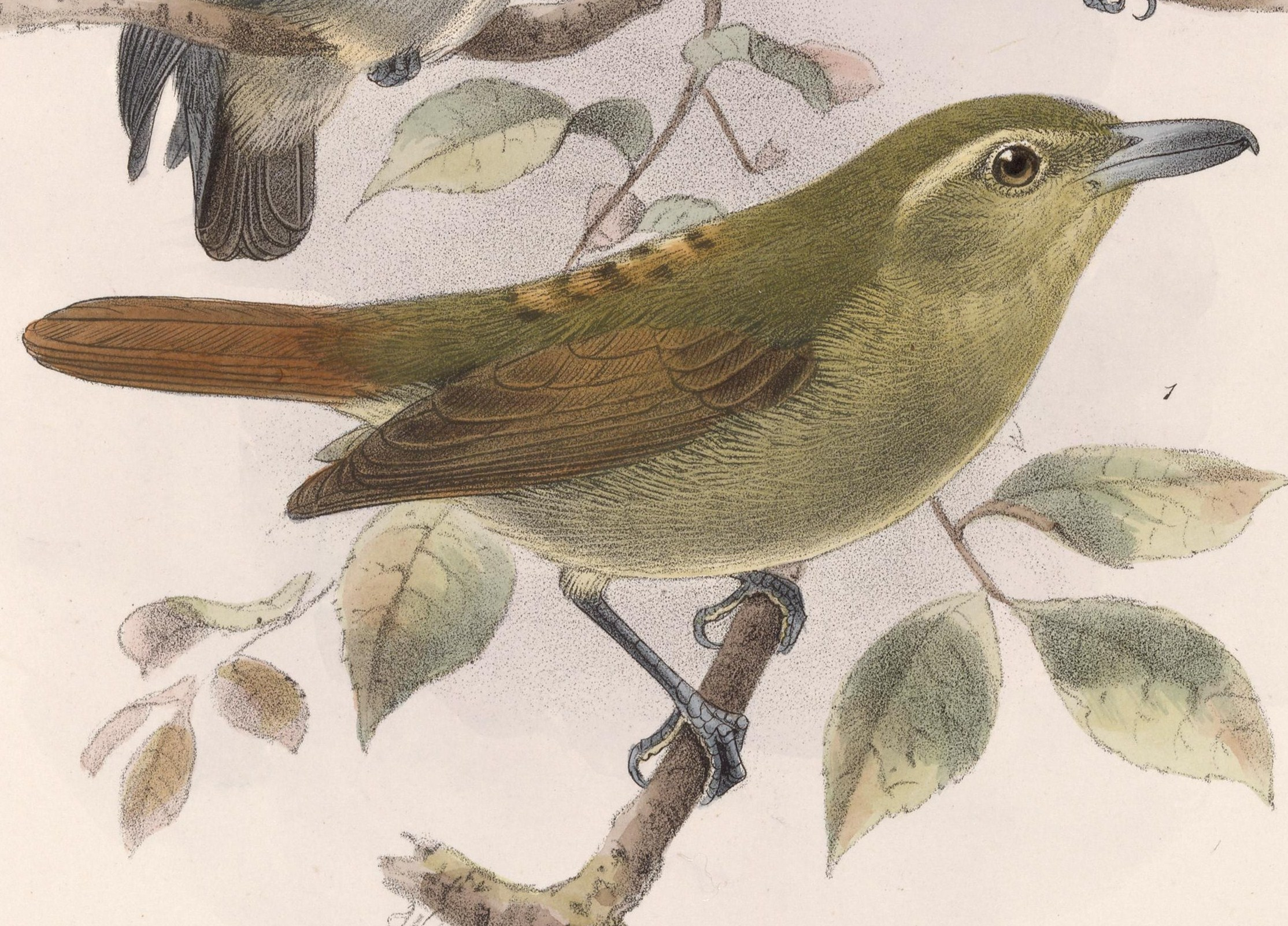
Thamnistes anabatinus, il·lustració de Keulemans per Biologia Centrali-americana, 1902.

### Descripció original
L'espècie T. anabatinus va ser descrita per primera vegada pels ornitòlegs britànics Philip Lutley Sclater i Osbert Salvin l'any 1860 amb el mateix nom científic; localitat tipus «Choctum, Alta Verapaz, Guatemala».

### Etimologia
El nom genèric «Thamnistes» deriva del grec «thamnos»: arbust, matoll, i «hizō»: asseure's; o sigui «que roman en els arbusts»; i el nom de l'espècie «anabatinus», deriva del grec «anabatēs»: grimpador, que puja.

### Taxonomia
L'espècie T. rufescens va ser considerada coespecífica amb la present fins que els estudis de vocalització d'Isler & Whitney (2017) van demostrar diferències significatives en el cant i en els crits, justificant la seva separació, la qual cosa va ser aprovada en la Proposta Núm. 758 al Comitè de Classificació de Sud-amèrica, i llistada per les classificacions del Congrés Ornitològic Internacional (IOC) i Clements Checklist v.2018. Els autors també suggereixen la possibilitat que la subespècie Thamnistes anabatinus aequatorialis també sigui una espècie separada, depenent de més estudis.
En algunes obres, com a Aus del Món (HBW) i Birdlife International (BLI), consideren el grup andí T. anabatinus aequatorialis (juntament amb les subespècies gularis i rufescens) una espècie separada: el hamnistes aequatorialis P.L. Sclater, 1862; amb base a diferències morfològiques i de vocalització.

### Subespècies
Segons la classificació del IOC i Clements Checklist v.2018, es reconeixen sis subespècies, amb la seva corresponent distribució geogràfica:
- Grup politípic anabatinus:
  - Thamnistes anabatinus anabatinus Sclater & Salvin, 1860 – pendent atlàntic del sud-est de Mèxic (est d'Oaxaca, Tabasco, Chiapas), nord de Guatemala, sud de Belize i nord i est d'Hondures.
  - Thamnistes anabatinus saturatus, 1908 – Nicaragua (pendent atlàntic), Costa Rica (ambdós pendents excepte al nord-oest del Pacífic) i extrem oest de Panamà (oest de Chiriquí, oest de Bocas del Toro).
  - Thamnistes anabatinus coronatus Nelson, 1912 – Panamà (excepte extrem oest) i oest de Colòmbia (pendent atlàntic a Còrdova).
  - Thamnistes anabatinus intermedius, 1914 – pendent del Pacífic en l'oest de Colòmbia i l'Equador (al sud fins a El Oro).
- Grup politípic aequatorialis:
  - Thamnistes anabatinus gularis, Sr & Phelps, Jr, 1956 – extrem nord-oest de Veneçuela (Táchira), possiblement s'estengui al nord-est de Colòmbia.
  - Thamnistes anabatinus aequatorialis Sclater, 1862 – peu de mont dels Andes orientals de Colòmbia (excepte al nord-est), Equador i extrem nord de Perú (al nord del riu Marañón al nord de l'Amazones).